# Estadio Nuevo Arcángel
Estadio Nuevo Arcángel – stadion piłkarski w Kordobie w Hiszpanii. Na tym stadionie gra swoje mecze drużyna Córdoba CF. Arena została wybudowana w 1993 roku, a jej pojemność wynosi 21 822 siedzeń.

## Historia
Klub Córdoba CF przeniósł się na obiekt po jego wybudowaniu w 1993, opuszczając swój dotychczasowy dom. Szybko jednak okazało się, że stadion, pomimo że został wybudowany jako lekkoatletyczny z bieżnią, był głównie wykorzystywany do meczów piłki nożnej, a trybuny były zbyt płaskie i dalekie od płyty boiska. W 2005 roku zdecydowano się na przebudowę.
Najpierw wzniesiono wschodnią dwupoziomową trybunę, która mogła pomieścić około 8 tysięcy osób. Połączono ją z 8-piętrowym budynkiem, w którym miały się mieścić biura, lecz budynek stoi pusty. W 2007 roku rozpoczęto budowę trybuny północnej. W 2013 roku powstała trybuna południowa.

## Architektura
Stadion jest otoczony ze czterech stron trybunami. Nie są one jednakowej długości, lecz w większości zadaszone.

## Położenie
Stadion znajduje się w południowo-zachodniej części miasta zaraz przy węźle autostradowym, który ułatwia wjazd na stadion. Wokół stadionu znajduje się położony na piasku parking.